# A Chapter in Her Life
A Chapter in Her Life er en amerikansk stumfilm fra 1923 af Lois Weber.

## Medvirkende
- Claude Gillingwater som Mr. Everingham
- Jane Mercer som Jewel
- Jacqueline Gadsden som Eloise Everingham
- Frances Raymond som Madge Everingham
- Robert Frazer som Dr. Ballard
- Eva Thatcher som Mrs. Forbes
- Ralph Yearsley som Zeke Forbes